# Erissimaco
Erissimaco, figlio di Acumeno (in greco antico: Ἐρυξίμαχος Ἀκουμἐνου?, Eryxímachos Akouménou; Atene, 448 a.C. – ... fine V o inizio IV secolo a.C.), è stato un medico ateniese, ricordato da Platone nel suo Simposio e probabilmente incriminato nella mutilazione delle Erme del 415 a.C.

## Biografia
Figlio del fisico Acumeno, Erissimaco nacque nella metà del V secolo a.C. (forse 448). Ambientato nel 433/432, il Protagora di Platone descrive la sua amicizia con Fedro, discepolo di Socrate, che durerà anche nel dialogo omonimo, 15 anni dopo il precedente. Non ci sono altre fonti che trattano della sua vita privata fino al 415 a.C.
Un Erissimaco, che con buona probabilità è il figlio di Acumeno, è menzionato da Andocide in Sui misteri, un discordo riguardo alla profanazione delle Erme e dei Misteri Eleusini, eventi appena precedenti alla partenza della spedizione in Sicilia.